# Shallon Olsen
Shallon Olsen (ur. 10 lipca 2000 r. w Vancouver) – kanadyjska gimnastyczka, srebrna medalistka mistrzostw świata, dwukrotna medalistka igrzysk panamerykańskich, dwukrotna złota medalistka Igrzysk Wspólnoty Narodów, uczestniczka Letnich Igrzysk Olimpijskich 2016.
Uczęszcza do University of Alabama w stanie Alabama, gdzie trenuje gimnastykę.

## Igrzyska olimpijskie
Shallon zadebiutowała na igrzyskach podczas igrzysk olimpijskich w Rio de Janeiro, będąc najmłodszym uczestnikiem w reprezentacji Kanady. W jedynym swoim finale w skokach zajęła ósme miejsce. W pierwszym skoku upadła przy lądowaniu, przez co straciła szanse na podium. W pozostałych dwóch konkurencjach nie awansowała do decydujących o medale ćwiczeń.
| Igrzyska                         | Miejsce        | Konkurencja        | Kwalifikacje | Kwalifikacje | Finał  | Finał   |
| Igrzyska                         | Miejsce        | Konkurencja        | Punkty       | Pozycja      | Punkty | Pozycja |
| -------------------------------- | -------------- | ------------------ | ------------ | ------------ | ------ | ------- |
| Letnie Igrzyska Olimpijskie 2016 | Rio de Janeiro | Skoki              | 14,950       | 6. Q         | 14,816 | 8.      |
| Letnie Igrzyska Olimpijskie 2016 | Rio de Janeiro | Ćwiczenia wolne    | 13,866       | 26.          | NQ     | NQ      |
| Letnie Igrzyska Olimpijskie 2016 | Rio de Janeiro | Wielobój drużynowy | 171,761      | 9.           | NQ     | NQ      |